# Atticus Finch
Atticus Finch (wym. [ˈætɪkəs fɪnʧ]) – fikcyjna postać literacka, główny bohater uznawanej za arcydzieło światowej literatury powieści obyczajowej Zabić drozda (1960) autorstwa nagrodzonej Pulitzerem amerykańskiej pisarki Harper Lee. Wczesna wersja postaci pojawia się również w powieści Idź, postaw wartownika, napisanej w połowie lat 50. XX wieku (opublikowanej w 2015). Atticus Finch jest owdowiałym prawnikiem z fikcyjnego miasteczka Maycomb w stanie Alabama i ojcem dwójki dzieci: Jeremy’ego „Jema” Fincha oraz Jean Louise „Scout” Finch.
Postać Fincha była wzorowana na ojcu pisarki Amasie Colemanie Lee (1880–1962), który był redaktorem naczelnym „The Monroe Journal” i adwokatem w Alabamie. Podobnie jak bohater, reprezentował on dwóch młodych czarnoskórych oskarżonych o morderstwo w szeroko nagłośnionym procesie karnym z 1919. Magazyn literacki „Book” sklasyfikował Atticusa Fincha na 7. miejscu w przygotowanym przez siebie w marcu 2002 zestawieniu „The 100 Best Characters in Fiction Since 1900”. W czerwcu 2003 Amerykański Instytut Filmowy uznał Fincha za „największego bohatera w historii kina”. W 2016 Brytyjczycy, na podstawie badania przeprowadzonego na grupie dwóch tysięcy respondentów, uznali go za „najbardziej inspirującego bohatera literatury”. Atticus Finch uważany jest współcześnie za wzór w walce o prawa obywatelskie czarnoskórych.
Amerykański aktor Gregory Peck, odtwarzający postać Atticusa Fincha w filmowej ekranizacji (1962, reż. Robert Mulligan), został laureatem nagrody Akademii Filmowej w kategorii dla najlepszego aktora pierwszoplanowego podczas 35. ceremonii rozdania statuetek w 1963. W 2018 na Broadwayu odbyła się premiera spektaklu, zaadaptowanego dla potrzeb teatru przez Aarona Sorkina. W rolę głównego bohatera w tej sztuce, w sezonie 2018/2019, wcielał się Jeff Daniels. Ed Harris odtwarzał postać Atticusa Fincha w sezonie 2019/2020, a w 2020 Greg Kinnear.

## Życiorys

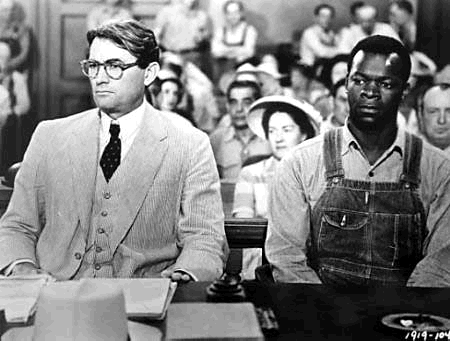
Gregory Peck i Brock Peters w filmowej ekranizacji (1962)

Atticus Finch jest owdowiałym prawnikiem w średnim wieku, mieszkającym w małym miasteczku Maycomb w stanie Alabama na południu Stanów Zjednoczonych. Wychowuje samotnie dwójkę dzieci: dziesięcioletniego Jeremy’ego „Jema” Fincha i ośmioletnią Jean Louise „Scout” Finch. Jego żona, Jean Graham Finch, zmarła na zawał serca, gdy córka miała 2 lata. W opiece nad dziećmi pomaga mu czarnoskóra gosposia Calpurnia. Finch wychowuje swoje dzieci w duchu prawdy, szacunku dla drugiego człowieka i uczciwości. W młodości trenował strzelanie i był uznawany za „najgroźniejszego strzelca w Maycomb County”. Nie wspomina jednak o tym fakcie, ponieważ nie podoba mu się myśl o przewadze nad innymi ludźmi. Najbliżsi dowiadują się o jego umiejętnościach strzeleckich dopiero, gdy pewnego dnia na ulicy, przy której leży posesja Finchów pojawia się wściekły pies. Atticus bierze broń od niepewnego swojej celności szeryfa i zabija psa jednym strzałem.
Będąc orędownikiem sprawiedliwości, pomimo zdecydowanego sprzeciwu lokalnej społeczności, podejmuje się obrony Toma Robinsona, młodego Afroamerykanina oskarżonego o zgwałcenie białej dziewczyny Mayelli Violet Ewell. Choć od początku niewinność Robinsona nie podlega dyskusji, pada on ofiarą uprzedzeń i nienawiści na tle rasowym. Społeczność Maycomb, będąca sama gotowa dokonać samosądu, woli wierzyć kłamstwom dziewczyny i jej ojca. Finch traktuje swoją rolę bardzo poważnie, pomimo przekonania, że nie wygra tej sprawy. Mimo dowodów świadczących o braku winy oskarżonego Robinson wyrokiem sądu zostaje skazany na karę śmierci. Finch postanawia złożyć apelację, jednak w trakcie desperackiej próby ucieczki z więzienia Robinson umiera od śmiertelnego postrzału. Wiara Fincha w wymiar sprawiedliwości zostaje osłabiona, podobnie jak jego syna Jeremy’ego.

### Charakterystyka postaci
Atticus Finch jest człowiekiem moralnym, o opanowanym i stanowczym usposobieniu. Choć wydaje się łagodny, a nawet staromodny, wiele z jego przekonań jest dość rewolucyjnych. Ciężko pracuje, aktywnie udziela się jako członek miejscowej wspólnoty. Będąc oddanym i odpowiedzialnym ojcem, od najmłodszych lat uczy dwójkę swoich dzieci dobrych manier, empatii, uczciwości, pokory, rozumienia innych i szacunku, a to wszystko z silnym poczuciem moralności i sprawiedliwości. Mocno wierzy w swoją rodzinę. Jako prawnik z zawodu jest nauczycielem życia zarówno dla swoich dzieci, jak i dla lokalnej społeczności. Finch postrzega ludzi jako jednostki, bez względu na rasę i pochodzenie. Jest otwarty na nowe idee i myśli, uczy poprzez rozsądek, bez użycia siły. Jest cierpliwym i konsekwentnym człowiekiem. Niezależnie od zaistniałej sytuacji, niezmiennie i bezkompromisowo stosuje własny kodeks postępowania. Jego celem nie jest dążenie do dobra materialnego czy sławy, lecz do sprawiedliwości i prawdy. Cechuje się bystrością umysłu, elokwencją; jest bardzo rozważny i odznacza się erudycją w swoich działaniach.

## Wpływ na środowisko prawnicze

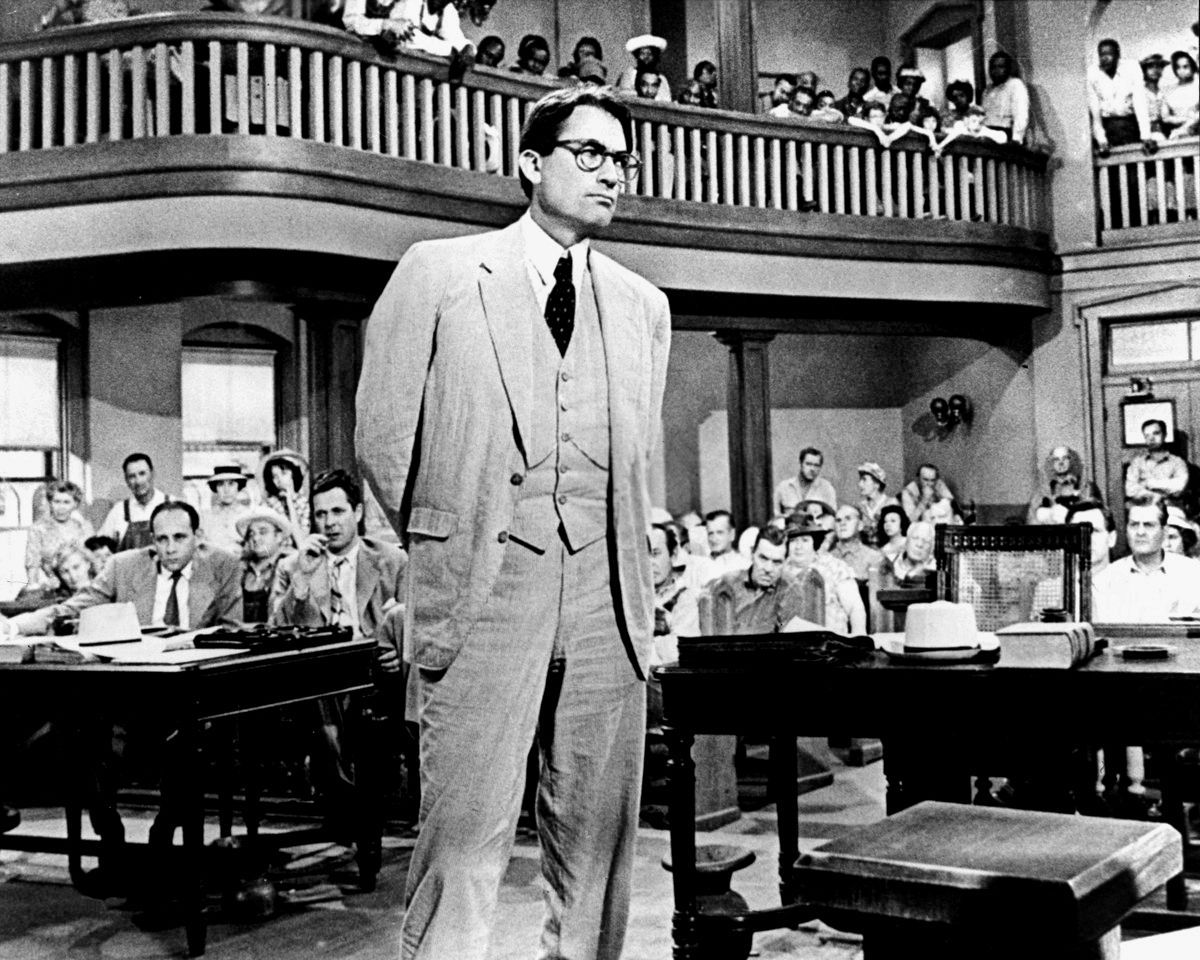
Postać Atticusa Fincha ma znaczący wpływ na współczesne środowisko prawnicze (na zdj. Peck w filmowej ekranizacji z 1962)

Postać Atticusa Fincha i jego rzetelna postawa od wielu dekad ma wpływ na środowisko prawników. Amerykańska naukowiec Alice Petry przyznała: „Atticus stał się kimś w rodzaju ludowego bohatera w kręgach prawniczych i traktowany jest niemal tak, jakby był prawdziwą osobą”. Morris Dees z organizacji Southern Poverty Law Center (SPLC) stwierdził, że został prawnikiem będąc pod wpływem postawy Fincha, a sędzia federalny Richard Paul Matsch, który przewodniczył procesowi Timothy’ego McVeigha, przyznawał, że Finch miał istotny wpływ na władzę sądowniczą. Jeden z profesorów prawa Uniwersytetu Notre Dame w stanie Indiana oświadczył, że najbardziej wpływowym podręcznikiem, z którego się uczył, była powieść Lee. Z kolei Steven Lubet napisał na łamach „Michigan Law Review”: „Żaden prawnik nie zrobił więcej dla własnego wizerunku lub społecznego postrzegania zawodu prawnika” przed postawieniem pytania, czy „Atticus Finch był wzorem honoru lub zręcznie wynajętym najemnikiem”.
W 1992 profesor prawa Monroe H. Freedman opublikował dwa artykuły prasowe w dzienniku prawnym „Legal Times”, w których zachęcał do zawodu prawnika, odstawiając jednocześnie Fincha jako wzór do naśladowania. Freedman argumentował, że Finch nadal pracował w systemie zinstytucjonalizowanego rasizmu i seksizmu i nie powinien być podziwiany. Jego artykuły wywołały szereg komentarzy oraz odpowiedzi ze strony prawników, którzy otwarcie przyznawali, że wybrali zawód, gdzie Finch był bohaterem i głównym powodem, dla którego zdecydowali się obrać taką drogę kariery zawodowej. Autor artykułów zarzucał bohaterowi powieści, że był on nieuczciwy, nieetyczny, seksistowski i z natury rasistowski oraz że nie zrobił nic, by rzucić wyzwanie rasistowskiemu status quo w Maycomb. Publikacja Freedmana wywołała szereg kontrowersji; jeden z prawników stwierdził: „To czego Monroe naprawdę chce, to Atticusa pracującego na pierwszej linii dla Krajowego Stowarzyszenia na rzecz Popierania Ludności Kolorowej w latach 30. XX wieku, a jeśli nie, to dyskwalifikuje go to automatycznie ze wszelkiego rodzaju tytułów bohatera. Monroe ma tę wizję prawnika jako proroka. Atticus ma wizję prawnika nie tylko jako proroka, ale także jako proboszcza”.
W 1997 stowarzyszenie adwokatów Alabama State Bar wzniosło na cześć Fincha pomnik w Monroeville w stanie Alabama, określając jego istnienie jako „pierwszy pamiątkowy kamień milowy w sądowej historii państwa”.

## Odniesienia społeczne

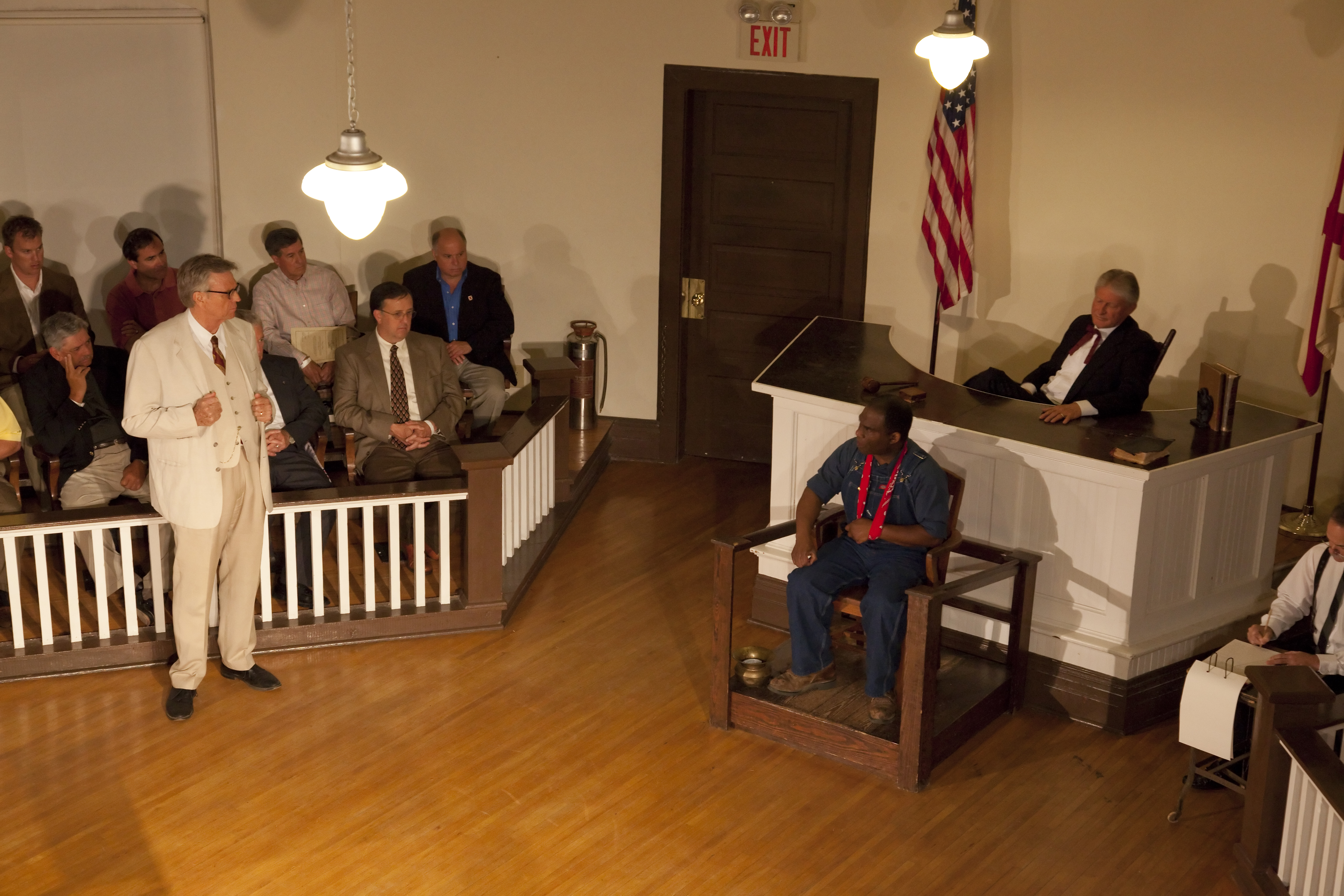
Sceniczna inscenizacja powieści Zabić drozda (1960) w Monroeville w stanie Alabama (2010)

Gotowość Atticusa Fincha do wspierania społecznych wyrzutków i ofiar uprzedzeń jest tytułową inspiracją dla organizacji non-profit Atticus Circle utworzonej w Austin w stanie Teksas (członkowie organizacji sami siebie określają mianem straight allies; to znaczy osób o heteroseksualnej orientacji popierających postulaty równouprawnienia osób LGBT). Postać Atticusa Fincha ma również istotny wpływ na amerykańskie społeczeństwo; wielu rodziców nadaje swoim dzieciom imię Atticus na cześć głównego bohatera powieści.
Eniola Aluko, angielska piłkarka, wymieniała postać Fincha jako swojego głównego bohatera; „Miałam obsesję na punkcie Atticusa Fincha. Podziwiałam jego siłę i odwagę. Podobał mi się pomysł walki z systemem i dochodzenia sprawiedliwości za wszelką cenę. Czytałam książkę [Zabić drozda] w kółko, znałam każde słowo. Wyobrażałam sobie wspaniałe sceny z sali sądowej, kiedy Atticus przemawia do ławy przysięgłych (…) Kim jest Atticus Finch? Jest kimś, kto ma odwagę stanąć w obronie sprawiedliwości w społeczeństwie, które nie jest zainteresowane równością rasową. Nawet jeśli to go kosztuje. Nie boi się być innym. Oczywiście nie jest realną osobą, ale wierzę, że jego cechy można znaleźć u wielu liderów, polityków oraz prawników, szczególnie prawników zajmujących się prawami człowieka. Atticus Finch stał się częścią mojej osobowości”.
W 2016 prawnik Joseph Madison Beck opublikował książkę My Father & Atticus Finch, w której przedstawił liczne podobieństwa między sprawą obrony przez jego ojca czarnoskórego mężczyzny oskarżonego o zgwałcenie białej kobiety w procesie stanu Alabama z 1938 (stan Alabama przeciwko Charlesowi White’owi) do tego z książki Lee. W liście do autora pisarka zwróciła uwagę na „oczywiste analogie” pomiędzy obydwiema sprawami (Lee miała 12 lat w czasach procesu White’a), chociaż przyznała, że nie pamiętała samej rozprawy, a Zabić drozda było fikcją.

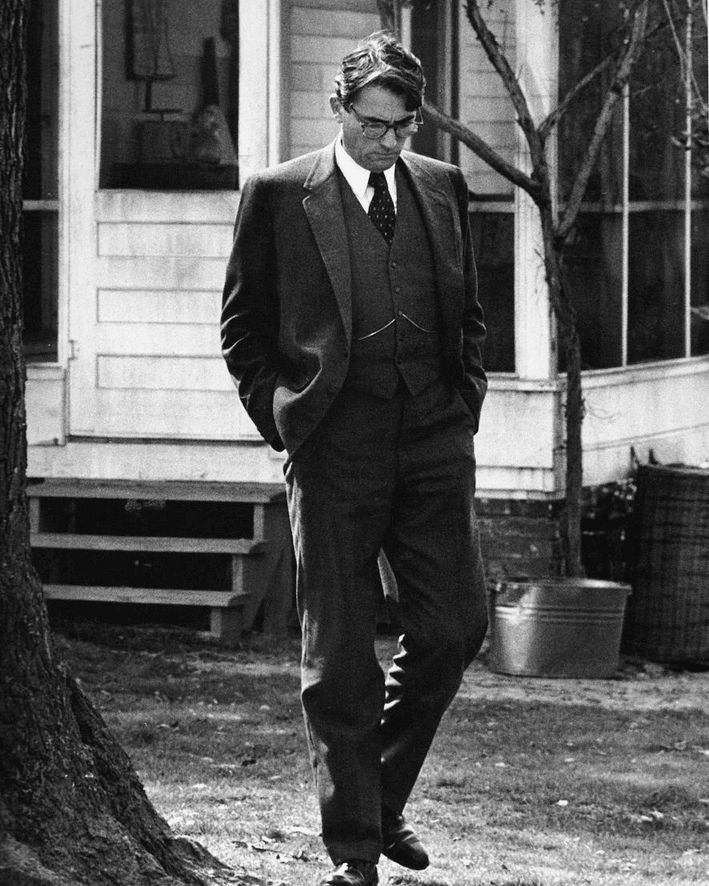
Gregory Peck jako Atticus Finch w filmowej ekranizacji (1962)

Prezydent Barack Obama podczas swojego pożegnalnego przemówienia z 2017 określił Atticusa Fincha mianem „idealnej amerykańskiej postaci” i przytoczył jeden z najbardziej znanych cytatów wypowiadanych przez bohatera powieści: „Nigdy nie zrozumie się człowieka, dopóki nie spojrzy się na sprawy z jego punktu widzenia, dopóki nie wejdzie się w jego skórę, nie pochodzi się w jego skórze po świecie”.
W Monroeville w stanie Alabama, rodzinnym mieście Lee, corocznie w okresie wiosennym wystawiany jest spektakl na podstawie powieści z 1960.

## Idź, postaw wartownika
W lipcu 2015, na kilka dni przed oficjalną premierą drugiej powieści Lee, Idź, postaw wartownika, opublikowano na łamach brytyjskiego dziennika „The Guardian” pierwszy rozdział wspomnianej książki, której akcja rozgrywa się niespełna dwadzieścia lat później w porównaniu do Zabić drozda z 1960, lecz nie jest jej chronologicznym sequelem. Randall Kennedy z „The New York Timesa” zwracał uwagę, że postać Atticusa Fincha została przedstawiona w znacznie mniej pozytywnym świetle. Bohater – uchodzący dotychczas za wzór cnót obywatelskich – w powieści Idź, postaw wartownika ma poglądy sprzyjające segregacji rasowej i uczestniczy w posiedzeniach Citizens’ Councils (skrajnie prawicowej organizacji powstałej na Południu Stanów Zjednoczonych w 1954). Wywołało to wiele kontrowersji, głównie wśród czytelników, którzy byli nieświadomi faktu, że Idź, postaw wartownika jest wczesnym szkicem tekstu przemianowanego później na Zabić drozda i opublikowanego w pierwszej kolejności, a charakterystyka oraz kluczowe szczegóły fabuły między dwiema książkami różnią się (a nawet wykazują sprzeczność).
Rzeczywiste porównania z ojcem Lee zostały również dokonane w dwóch różnych wersjach Fincha, ponieważ początkowo Amasa Coleman Lee był zwolennikiem segregacji. Dopiero w późniejszym czasie zmienił on swoje poglądy na liberalne. Tay Hohoff, redaktorka Lee, przyznała, że ojciec pisarki odegrał ważną rolę w rozwoju postaci powieści, zwłaszcza w jego liberalnej transformacji.
W 2018 historyk Joseph Crespino opublikował książkę Atticus Finch: The Biography, w której, za pomocą źródeł, przedstawił, w jaki sposób Amasa Coleman Lee (będący przeciwnikiem rządów mafii, a jednocześnie opowiadający się za rasistowskim paternalizmem) stanowił inspirację dla każdej z dwóch książek swojej córki. Lee stworzyła wizerunek Fincha w Idź, postaw wartownika z ambiwalencji, którą czuła wobec białych południowców jak on. Gdy pojawił się bojowy ruch segregacyjny drwiący z jego wartości, zrewidowała postać w Zabij drozda, aby bronić swego ojca i przypomnieć Południu o jego najlepszych tradycjach.